# Стори, Джун
Мэри Джун Стори (англ. Mary June Storey, 20 апреля 1918, Торонто, Канада — 18 декабря 1991, Виста, Калифорния, США) — американская актриса.

## Биография
Стори родился 20 апреля 1918 года в Торонто, Канада, в семье лесника. С юных лет она проявляла интерес к актёрской карьере, устраивая для своей семьи импровизированные выступления. Когда Стори было пять лет её семья переехала в США, где они сперва жила в Коннектикуте, затем в Нью-Йорке, и уже окончательно обосновались в Южной Калифорнии. Она окончила среднюю школу в Лагуна-Бич, и там же состоялся её актёрский дебют в местом театре.
В 1934 году Стори впервые появилась на киноэкранах в эпизодической роли в фильме «Студенческий тур». В июне 1935 года Стори подписала контракт с «20th Century Fox», появившись в последующие годы в таких фильмах студии как «В старом Чикаго» (1938) и «Остров в небесах» (1938). В 1938 году актриса приняла предложении студии «Republic Pictures» на съемки в ряде ковбойских фильмов с Джином Отри в главной роли. В последующие два года она снялась в главной роли в десяти фильмах в компании Отри, включая «Голубые небеса Монтаны» (1939), «В старом Монтерее» (1939) и «Ранчо Гранде» (1940). После завершения работы на «Republic Pictures» Стори продолжала сниматься, но уже на второстепенных ролях, сыграв в картинах «Странная женщина» (1946), «Змеиная яма» (1948) и ряде других.
В 1947 году актриса вышла замуж за бизнесмена Фреда Болинга, и вскоре завершила свою актёрскую карьеру. Пара приобрела ранчо в Орегоне, где они и обосновались, занявшись воспитанием сына. Однако, этот брак оказался недолгим, но вскоре после развода Стори вновь вышла замуж Ника Острейко, от которого родила дочь.
Когда её второй брак распался она вернулась в Лагуна-Бич, где в дальнейшем работала медсестрой в клинике и в доме престарелых. В 1979 году Стори в третий раз вышла замуж за инженера Линкольна Кларка. Большую часть оставшейся жизни она занималась благотворительности, а также служила в пресвитерианской церкви. Джун Стори умерла от рака 18 декабря 1991 года в Висте, штат Калифорния, в возрасте 73 лет.